# Franz Eilhard Schulze
Franz Eilhard Schulze (22 de març de 1815 – 2 de novembre de 1921) va ser un zoòleg alemany que va néixer a Eldena, prop de Greifswald.
Estudià a les universitats de Bonn i Rostock. Es doctora el 1863 i de primer treballà en el camp de l'anatomia. El 1871 va ser professor de zoologia a les universitats de Graz i la de Humboldt a Berlín.
Presidí la Societat zooloògica alemanya (Deutsche Zoologische Gesellschaft).
Schulze va estudiar l'anatomia i biologia del desenvolupament dels animals invertebrats, particularment en les esponges de mar i especialment de la classe Hexactinellida, Schulze també va fer importants estudis sobre els protozous similars a les esponges anomenats xenophyophorae.

## Algunes obres
- Amerikanische Hexactinelliden nach dem Materiale der Albatross-Expedition. Jena 1899
- Hexactinellida. Jena: G. Fischer, 1904
- Die Xenophyophoren der Siboga-Expedition. Leiden: Brill, 1906